# Ryszard Grząślewicz
Ryszard Grząślewicz (ur. 20 grudnia 1953 w Łodzi, zm. 14 października 2005) – polski matematyk, nauczyciel akademicki, wykładowca Politechniki Wrocławskiej.

## Życiorys
Pochodził z Łodzi, ale szkołę podstawową i I Liceum Ogólnokształcące im. Kazimierza Jagiellończyka ukończył w Sieradzu. W 1972 roku rozpoczął studia na Wydziale Podstawowych Problemów Techniki Politechniki Wrocławskiej. Po ich ukończeniu w 1977 roku rozpoczął studia doktoranckie pod kierunkiem Anzelma Iwanika, zakończone obroną cztery lata później rozprawy doktorskiej Własności strukturalne operatorów nieujemnych na przestrzeniach L. Objął stanowisko adiunkta Instytutu Matematyki Politechniki Wrocławskiej, a w 1987 roku uzyskał habilitację na podstawie rozprawy Operatory ekstremalne na klasycznych przestrzeniach Banacha. Dwukrotnie, jako stypendysta Fundacji im. Aleksandra von Humboldta, wyjeżdżał na Uniwersytet w Tybindze.
Poza Polską wykładał na uczelniach w Chinach, Iraku i na Filipinach. Był dyrektorem Instytutu Matematyki (1990–1991), dziekanem Wydziału Podstawowych Problemów Techniki (1996–2002) i członkiem senatu Politechniki Wrocławskiej. W 1996 roku został mianowany profesorem nadzwyczajnym, w 2000 roku otrzymał tytuł profesora zwyczajnego. Był odznaczony Brązowym Krzyżem Zasługi i Złotą Odznaką Politechniki Wrocławskiej. Zarząd Główny Societas Humboldtiana Polonorum odznaczył go pośmiertnie medalem SHP za zasługi dla rozwijania międzynarodowej współpracy naukowej. Pochowany na Cmentarzu Świętej Rodziny we Wrocławiu

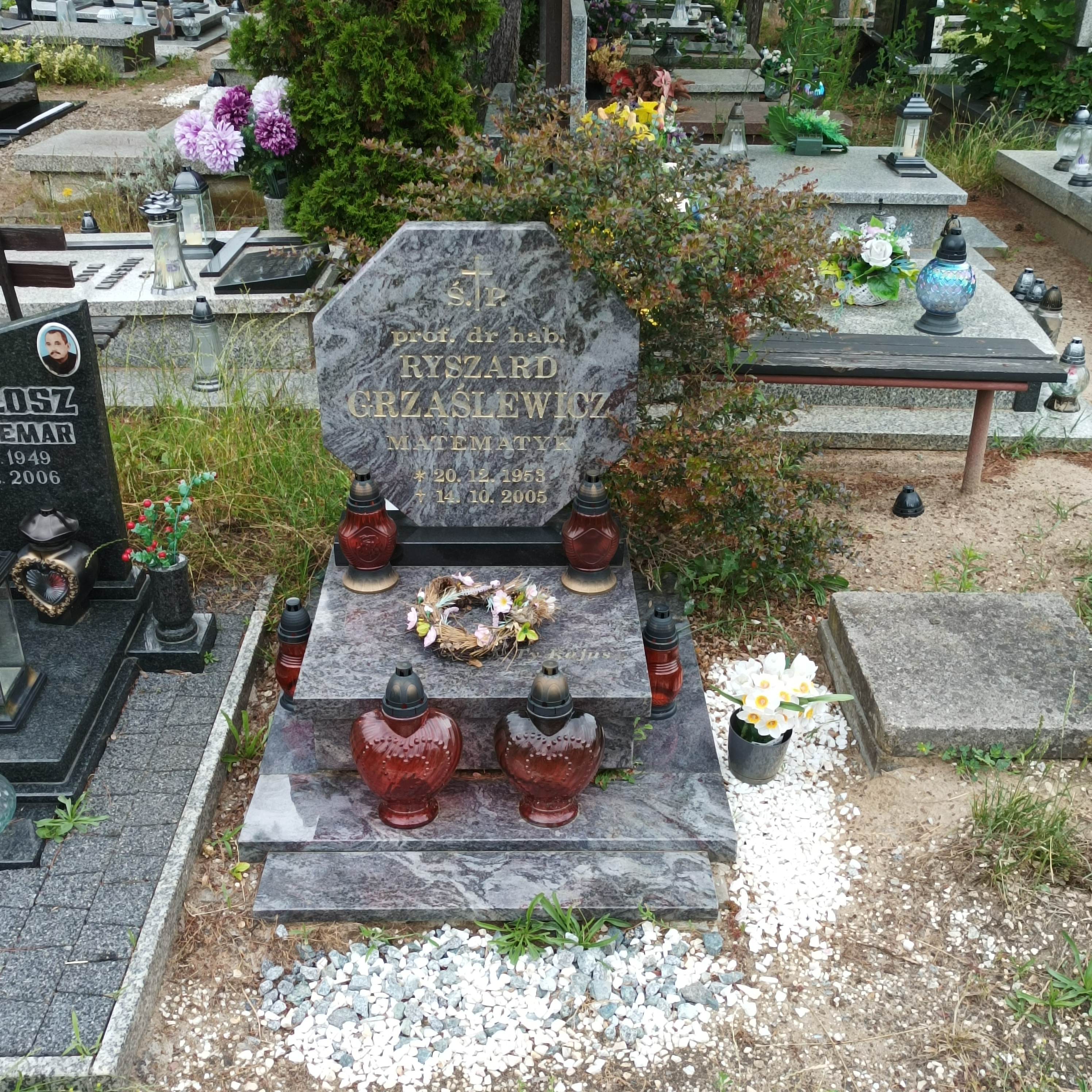
Grób Ryszarda Grząślewicza na Cmentarzu św. Rodziny we Wrocławiu